# Goudeyita

## Propiedades físicas y químicas
La goudeyita es un mineral, arsebniato de aluminio y cobre, con hidroxilos, hidratado, que fue descrito como una nueva especie mineral estudiando ejemplares procedentes de  la mina de Majuba Hill Mine, en el condado de Pershing, Nevada (USA), que consecuentemente es la localidad tipo. El nombre es un homenaje a Hatfield Goudey, geólogo, y coleccionista y comerciante de minerales, que estudió ampliamente la localidad tipo.
Aparece como microcristales de desarrollo acicular o capilar, formando esferillas o venillas de estructura fibrosa, de color entre azul verdoso y verde amarillento. Pertenece al grupo de la mixita, de cuyos otros componentes es casi imposible diferenciarla sin utilizar técnicas analíticas complejas. El aluminio puede estar substituido por elementos del grupo de las tierras raras, especialmente por itrio.

## Yacimientos
La goudeyita es un mineral secundario, que aparece como producto de alteración de minerales con cobre y arsénico. Está asociado a otros minerales de este tipo, especialmente a olivenita, zalesiita, cornwallita y strashimirita. Es un mineral raro, conocido en alrededor de una veintena de localidades en el mundo.Además de en la localidad tipo, se ha encontrado con frecuencia en la mina Clara, en Wolfach,  Baden-Württemberg (Alemania). En Chile, aparece en la mina Jota, en Pampa Larga, Copiapó. En España, se ha encontrado en la mina María Josefa, en Rodalquilar, Níjar (Almería).